# Franz Roth
Pour les articles homonymes, voir Roth.
Franz Roth, né le 27 avril 1946 à Memmingen, est un footballeur allemand des années 1960 et 1970.

## Biographie
En tant que milieu de terrain, Franz Roth est international allemand à quatre reprises (1967-1970) pour aucun but inscrit. Sa première sélection est honorée contre la Yougoslavie, le 7 octobre 1967, qui se solde par une victoire allemande (3-1). Sa dernière sélection est honorée contre la Grèce, le 22 novembre 1970, match qui se solde par une victoire allemande (3-1).
Il a plus brillé avec son club : le Bayern Munich, de 1966 à 1981. En RFA, il remporte quatre coupes nationales et 6 Bundesliga. En Europe, il commence à remporter la coupe des coupes en 1967, inscrivant le seul but du match à la 108e minute contre les Glasgow Rangers. Puis il remporte trois fois consécutivement la coupe des clubs champions, de 1974 à 1976, dont deux fois en marquant en finale : en 1975, où il inscrit un but à la 71e minute contre Leeds United et en 1976 où il marque le seul but du match à la 57e minute contre l'AS Saint-Étienne. Il arrête sa carrière en 1981.

## Clubs
- 1966-1981 :  Bayern Munich

## Palmarès

### Bayern Munich
- Championnat d'Allemagne de football
  - Champion en 1969, en 1972, en 1973, en 1974
  - Vice-champion en 1970 et en 1971
- Coupe d'Allemagne de football
  - Vainqueur en 1966, en 1967, en 1969 et en 1971
- Trophée Santiago Bernabéu
  - Vainqueur en 1979 et en 1980
- Coupe d'Europe des vainqueurs de coupe de football
  - Vainqueur en 1967
- Ligue des champions de l'UEFA
  - Vainqueur en 1974, en 1975 et en 1976
- Coupe intercontinentale
  - Vainqueur en 1976